# GIUK-gapet

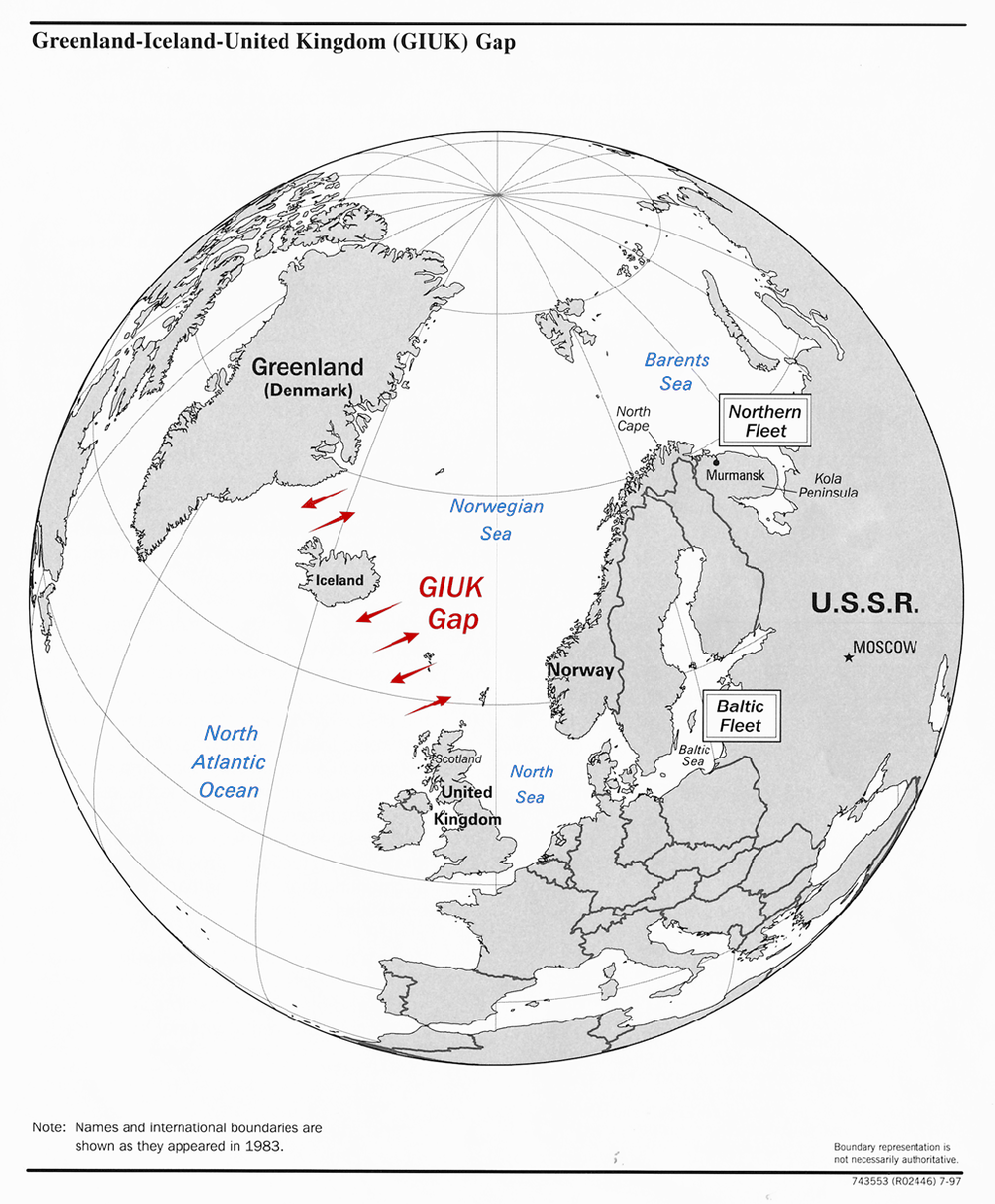
GIUK-gapet.

GIUK-gapet är en beteckning på passagerna mellan Norska havet och Nordatlanten och är en förkortning för Greenland–Iceland–United Kingdom (Grönland–Island–Storbritannien). Det är främst en militär term som härstammar från NATO:s militärstrategi under Kalla kriget som byggde på att Sovjetunionens norra flotta skulle stoppas vid dessa passager i händelse av krig. Inga sovjetiska krigsfartyg eller stridsflygplan skulle tillåtas passera ut i Nordatlanten för att hota de viktiga sjöförbindelserna mellan Amerika och Europa.
GIUK-gapet övervakades av avlyssningssystemet SOSUS och patrullerades regelbundet av amerikanska och brittiska stridsfartyg och flygplan baserade på flygbaserna Keflavik på Island, Vágar på Färöarna, Stornoway på Yttre Hebriderna samt Kinloss och Leuchars i Skottland.
I Sovjetunionen var man också mycket medveten om vikten av att i händelse av krig kunna passera GIUK-gapet och nå Nordatlanten för att kunna hindra amerikanska förstärkningar från att nå Europa. Några närmare detaljer om hur det skulle gå till är inte kända i väst, men det är troligt att de tunga bombflygplan av typerna Tu-16, Tu-22M och Tu-95 som var baserade på Kolahalvön hade som förstahandsuppgift att slå ut de flygbaser och stridsfartyg som bevakade passagerna. Atomubåtar passerade regelbundet gapet redan i fredstid på väg till och från sin patruller på Nordatlanten. Även om ubåtarna kunde upptäckas och spåras av SOSUS i GIUK-gapet så var de betydligt svårare att spåra i Nordatlantens djupa vatten.